# 4536 Drewpinsky
4536 Drewpinsky eller 1987 DA6 är en asteroid i huvudbältet som upptäcktes den 22 februari 1987 av den belgiske astronomen Henri Debehogne vid La Silla-observatoriet. Den är uppkallad efter Drew D. Pinsky.
Asteroiden har en diameter på ungefär 3 kilometer.